# Aimee Lou Wood
Aimee Lou Wood (* 2. listopadu 1995, Stockport) je britská herečka. Poté, co svou kariéru zahájila účinkováním v divadelních představeních, získala televizní cenu BAFTA za nejlepší ženský komediální výkon za hlavní roli v seriálu Sexuální výchova (2019–2023) společnosti Netflix. Dále účinkovala v seriálech Daddy Issues (2024–dosud) a Bílý lotos (2025), přičemž za svůj výkon ve druhém zmíněném seriálu obdržela nominaci na cenu Emmy za nejlepší herečku ve vedlejší roli v dramatickém seriálu. 

## Životopis
Pochází z Manchesteru. Studovala herectví, nejprve na Foundation Course na herecké škole Oxford School of Drama a poté na Královské akademii dramatického umění (Royal Academy of Dramatic Art), kde v roce 2017 absolvovala a získala titul bakalář umění. Během studia se objevila v mnoha divadelních hrách, například ztvárnila Margaret ve hře Scuttlers nebo Goody ve Vinegar Tom. Zahrála si Jess v krátkém filmu Hen, který režíroval James Larkin a Yuliu ve filmu Summerfolk.
V roce 2019 ztvárnila Aimee Gibbsovou v seriálu Sexuální výchova, kde se kromě ní objevili také Emma Mackey, Asa Butterfield, Ncuti Gatwa a Gillian Andersonová. Wood se původně ucházela o vedlejší roli Lily (kterou nakonec ztvárnila Tanya Reynolds), ale nakonec získala roli Aimee Gibbsové, která má v seriálu mnohem více prostoru. V roce 2021 za výkon obdržela Televizní cenu Britské akademie v kategorii nejlepší herečka v komediálním televizním seriálu.

## Osobní život
Mezi lety 2019 a 2020 tvořila pár se svým kolegou ze seriálu Sexuální výchova, Connorem Swindellsem.

## Filmografie

### Film
| Rok  | Název                            | Role           | Poznámky    |
| ---- | -------------------------------- | -------------- | ----------- |
| 2020 | Hen                              | Jess           | krátký film |
| 2021 | Elektrizující život Louise Waina | Claire Wain    |             |
| 2022 | Living                           | Margaret Wood  |             |
| 2024 | Seize Them!                      | královna Dagan |             |

### Televize
| Rok       | Název            | Role           | Poznámky                              |
| --------- | ---------------- | -------------- | ------------------------------------- |
| 2019–2023 | Sexuální výchova | Aimee Gibbsová | hlavní role                           |
| 2024      | Alice a Jack     | Maya           | minisérie                             |
| 2024      | Daddy Issues     | Gemma          | hlavní role; také výkonná producentka |
| 2025      | Bílý lotos       | Chelsea        | hlavní role; třetí řada               |